# Fundação Estadual Jornalista Luiz Chagas de Rádio e TV Educativa de Mato Grosso do Sul
A Fundação Estadual Jornalista Luiz Chagas de Rádio e TV Educativa de Mato Grosso do Sul é um órgão público, vinculada à Secretaria de Estado de Governo e Gestão Estratégica, que administra as concessões públicas de rádio e televisão no estado. É uma das nove fundações que integram o Governo de Mato Grosso do Sul.

## Histórico e atribuições
A emissora pública estadual foi inaugurada dez anos antes, mas a entidade que hoje a administra só foi criada em 17 de junho de 1994, intitulada Empresa de Rádio e Televisão Educativa de Mato Grosso do Sul. Em 2000, foi elevada à categoria de fundação; em seguida, adotou a atual denominação.
A Fertel tem como atribuições a administração do sistema de radiodifusão estadual, mantendo em operação as emissoras de rádio e de televisão.